# Autopista Escuintla-Puerto Quetzal
La autopista Escuintla-Puerto Quetzal es una autopista guatemalteca, que será de peaje, situada en el departamento de Escuintla con su inicio en el municipio del mismo nombre y su término en la entrada al Puerto Quetzal (municipio de San José). Se inauguró en 2000, y tiene una longitud de 42 km.
Por medio de esta carretera transitan más del 50% de las importaciones y exportaciones de Guatemala que se transportan por la vía marítima y comunica con los municipios costeños de Escuintla, Masagua, San José, Iztapa y Taxisco.

## Historia
La carretera se comenzó a construir de doble sentido en el año 1986, durante el gobierno de Vinicio Cerezo como una alternativa a la carretera que llegaba al antiguo Puerto San José, la nueva carretera iba directamente al nuevo Puerto Quetzal. En el año 1997 se inauguró la nueva Autopista Palín-Escuintla y en ese momento el presidente Álvaro Arzú anunció que se daría en concesión y con ese dinero se terminaría de construir una nueva vía para la carretera que iba al Puerto Quetzal.
En septiembre de ese año la nueva autopista fue entregada a la «Constructora Marhnos S.A. de C.V.» con sede en México D.F., en el contrato se incluía la construcción de dos carriles adicionales nuevos al tramo Escuintla-Puerto Quetzal con una longitud aproximada de 37 km que debían estar construidos después de 24 meses de iniciada la concesión, situación que se cumplió en el año 2000. A partir de ese año la carretera se convirtió en una de doble calzada que se conectaba al norte con la autopista de peaje.
En el año 2010 fue creada la Agencia Nacional de Alianzas para el Desarrollo de Infraestructura Económica -ANADIE- que tiene como objetivo desarrollar proyectos mediante alianzas público-privadas siendo el proyecto de «Rehabilitación, Administración, Operación, Mantenimiento y obras complementarias de la Autopista Escuintla-Puerto Quetzal con cobro de peaje» el primero que se comenzó a estudiar.

## Concesión
En el año 2017 fueron publicadas las bases de licitación del proyecto para seleccionar a la empresa que presentara las mejores ofertas para realizar el proyecto. Ese mismo año fueron presentadas las ofertas siendo ganadora el «Consorcio Autopistas de Guatemala», conformado por la empresa mexicana Marhnos (concesionaria de la autopista de Palín) y la guatemalteca Grupo Precon. La concesión fue aprobada por el Congreso de la República de Guatemala en noviembre de 2021. El contrato fue firmado a finales de marzo de 2022 y a partir de ese momento la autopista quedó bajo la administración de CONVÍA por 25 años que finalizará en 2047.

### Proyecto
Según estudios realizados antes de la licitación el proyecto tendrá un costo aproximado de US$80 millones financiados completamente por la parte privada  para recuperar la inversión mediante el cobro de peaje. El proyecto consiste en diseñar, financiar, construir y operar durante 25 años los 42 km de carretera, mediante la rehabilitación de esta, construcción de 7 distribuidores de tránsito a desnivel, carriles de aceleración y desaceleración, auxiliares, señalización vertical y horizontal y otras. En mayo de 2023 la empresa adjudicada aseguró que la construcción iniciará en agosto de ese año.